# Đông Thế, Đài Trung

Vị trí tại Đài Trung

Đông Thế (東勢) là một khu (quận) của thành phố Đài Trung, Trung Hoa Dân Quốc (Đài Loan). Đây là một khu vực nội ô và có đa số cư dân là người Khách Gia, một điều tương phản với các quận xung quanh. Đông Thế nằm trên một vùng đồng bằng hẹp theo hướng bắc-nam dọc theo sông Đại Giáp ở phái tây và một rặng núi dài ở phía đông. Đông Thế là một khu vực nông nghiệp và có các vườn cây ăn quả có quy mô lớn. Đông Thế được biết tới với loại nông sản là những quả lê to, tròn và vỏ nhăn nheo. Đông Thế có diện tích 117,4065 km² và dân số tháng 8 năm 2011 đạt 52.932 thuộc 17.044 hộ gia đình, mật độ dân cư là 450,8 km².